# Krzysztof Słowiński (dyrygent)
Krzysztof Słowiński (ur. 3 lutego 1954 w Poznaniu) – polski dyrygent i pianista.

## Życiorys
Od początku lat 80. działał jako dyrygent w niemieckich teatrach operowych (Dortmund, Ulm, Ratyzbona, Trewir, Hanower, Brunszwik, Berlin, Mannheim, Kaiserslautern). W sezonie 1999/2000 pełnił funkcję dyrektora muzycznego Teatru Wielkiego w Poznaniu, w latach 2000–2003 dyrektora artystycznego Państwowej Opery Bałtyckiej w Gdańsku, od 2004 do 2006 był pierwszym dyrygentem teatru Altenburg-Gera w Niemczech. Od 2009 ponownie współpracuje z Operą w Poznaniu, gdzie sprawuje obowiązki dyrektora sceny kameralnej.
W swoim repertuarze posiada ponad 60 oper.
W 2012 ukazała się płyta artysty, wydana przez firmę DUX pt. Słowiński. Laks. Pstrokońska-Nawratil (DUX 0737).

## Rodzina
Mąż śpiewaczki operowej Wiery Baniewicz.